# The Imaginary
The Imaginary (屋根裏のラジャー, Yaneura no Rajā, lit. ‘Rudger a l'àtic’) és una pel·lícula de fantasia animada japonesa de 2023 dirigida per Yoshiyuki Momose a partir d'un guió escrit per Yoshiaki Nishimura, qui també va produir la pel·lícula. Compta amb l'animació d'Studio Ponoc. Basada en la novel·la Els imaginaris d'A. F. Harrold del 2014, és el primer llargmetratge d'animació de l'Studio Ponoc des de Mary i la flor de la bruixa (2017). El repartiment de veu japonès inclou Kokoro Terada, Rio Suzuki, Sakura Ando, Riisa Naka, Takayuki Yamada, Atsuko Takahata i Issey Ogata. La narració se centra en en Rudger, un nen que és una de les entitats invisibles conegudes com a Imaginaris, creat per una noia anomenada Amanda, que s'enfronta a una pèrdua emocional. S'ha subtitulat al català.
El film s'ha produït amb animació dibuixada a mà. Originalment, estava previst que s'estrenés entre juny i agost de 2022, però es va ajornar a causa dels retards de producció i es va estrenar als cinemes el 15 de desembre de 2023 al Japó.
El 25 de gener de 2024, Netflix va anunciar que havia adquirit els drets de reproducció de la pel·lícula a tot el món, i que l'afegiria a la plataforma a finals d'any. L'acord també incloïa els drets de transmissió global dels futurs projectes de llargmetratges de l'estudi. A l'abril, Netflix va anunciar que la pel·lícula s'estrenaria el 5 de juliol a la plataforma.